# Jorge Fuentes
Jorge Marcel Fuentes Fetis (Los Álamos, 27 de abril de 1986) es un periodista y político chileno, miembro de la Unión Demócrata Independiente (UDI), partido del cual ejerció como secretario general entre 2019 y 2020. Se desempeñó como jefe de la División de Organizaciones Sociales (DOS) del Ministerio Secretaría General de Gobierno, bajo la segunda administración del presidente Sebastián Piñera.
Anteriormente, entre 2012 y 2019 fue alcalde de la comuna de Los Álamos.

## Estudios
Estudió periodismo en la Universidad del Desarrollo (UDD) de Concepción y posee un magíster en comunicación estratégica y negocios de la misma casa de estudios.

## Trayectoria política
inició su carrera política a temprana edad, cuando con solo 18 años postuló como concejal en las elecciones municipales de 2004 y pese a obtener una importante votación, no resultó elegido.  
Durante el primer gobierno del presidente Sebastián Piñera se desempeñó como jefe de Comunicaciones y posteriormente como jefe de Gabinete de la Gobernación de Arauco. Asimismo, ejerció como docente de la Universidad Católica de la Santísima Concepción.
Posteriormente, ejerció en el ámbito municipal, trabajando como Director Nacional del Programa Juventud y Participación Política de la Asociación de Municipalidades de Chile (AMUCh).
Resultó elegido en las elecciones municipales de 2012 como alcalde de su comuna natal (Los Álamos), con solo 26 años, convirtiéndose en el jefe comunal más joven de Chile.
Su ascendente carrera política se vio impulsada cuatro años después, al resultar reelecto alcalde con el doble de la votación, logrando el 61 % de los votos y catapultándolo como una de las figuras promisorias de la UDI. Dejó el cargo el 4 de marzo de 2019.
En términos de gestión, enfrentó con éxito el combate a la pobreza en la comuna que dirige, logrando reducir en un 30 % este indicador, siendo la segunda en el país con la mayor reducción en esta materia.
Hasta febrero de 2019 se desempeñó como presidente de la UDI en la Región del Bío-Bío. El 5 de marzo de ese año asumió la Secretaría General de la Unión Demócrata Independiente, bajo la presidencia de Jacqueline van Rysselberghe, ejerciendo hasta el 21 de abril de 2020.
El 22 de marzo de 2020 fue designado por la entonces ministra Secretaria General de Gobierno; Karla Rubilar como jefe de la División de Organizaciones Sociales (DOS), se mantuvo en el cargo hasta el 11 de marzo de 2022, cuando finalizó el gobierno de Sebastián Piñera.
Tras su paso por el sector público, Fuentes Fetis se radicó en Madrid, España, donde se  ha dedicado a la consultoría en comunicación estratégica y asuntos públicos. Actualmente, se desempeña como director de Relaciones Institucionales de América Latina en Gain, una consultora enfocada en posicionar a Latinoamérica como un espacio de futuro.  Además fue nombrado Director de la Escuela de Política Local de ALEPH, institución académica española ligada a ESIC University.

## Historial electoral

### Elecciones municipales de 2004
- Elecciones municipales de 2004, para la alcaldía de Los Álamos[6]

### Elecciones municipales de 2012
- Elecciones municipales de 2012, para la alcaldía de Los Álamos[7]

### Elecciones municipales de 2016
- Elecciones municipales de 2016, para la alcaldía de Los Álamos[8]